# Fonctionnaire impérial
Sous l'Empire romain, les fonctionnaires impériaux apparaissent à la suite de la réforme entreprise par l’empereur Auguste. 

## Les fonctionnaires impériaux
Le recrutement des fonctionnaires impériaux est varié. Ils peuvent être esclaves, affranchis et même nobiles. Le Bas Empire voit la reconfiguration de cette notion de noblesse, de son origine et de ses marques. Entre 320 et 350, le terme connaît un élargissement de sens, lié aux réformes conduites par Constantin : la nobilitas ne renvoie plus à une origine sociale ou familiale mais à un statut, même si la conception généalogique demeure. 
Les fonctionnaires ne disposent de pouvoir que par délégation de l'Empereur. Les affranchis sont les plus nombreux au début de l'Empire. Au IIe siècle, l’ordre de cavalerie dit des chevaliers les remplace aux postes de commandement, les sénateurs monopolisant les postes de curateur, préfet de ville, légat, questeur et comes (Rome antique). Le nombre de fonctionnaires s'accroît après les réformes de Dioclétien et Constantin : le proconsul d'Asie dirige alors 400 fonctionnaires et le comes auri, trésorier de la partie occidentale de l’empire, possède une administration de 546 fonctionnaires et 300 auxiliaires. Tous, y compris les esclaves, reçoivent un salaire (salarium) payé par les finances impériales, le fiscus. La rémunération et la carrière dépendent de l’ancienneté. La grille de commandement au IIIe siècle apr. J.-C. est la suivante :
- Vicarii, souvent des esclaves
- Courriers, tabellarii
- Archivistes, commentarii
- Secrétaires, notarii ou liberarii
- Officiers, officiales
- Les chefs de bureaux, praepositus
- Les chefs de services, adiutores ou proximi
- Postes sexagénaires, payés 60 000 sesterces, postes centénaires, payés 100 000 sesterces, postes  ducénaires, tricénaires occupés par les chevaliers.

## Les préfets
Le mot vient du latin præfectus, « celui qui a été mis à la tête de », haut fonctionnaire envoyé par l'État dans un ressort particulier avec une délégation de pouvoir préalablement définie. Plusieurs types d’emplois sont occupés par les préfets de l’Empire romain :
- Le préfet de Rome (præfectus urbi), chargé du gouvernement de la ville de Rome en l'absence des consuls ou de l’empereur, sénateur commandant trois puis quatre cohortes,
- Le préfet du prétoire, commandant de la garde prétorienne et de vastes régions militaires ;
- Le préfet des vigiles (præfectus vigilum), commande les vigiles urbani de lutte contre les incendies ;
- Le préfet de l'annone (præfectus annonæ), le préfet de la flotte (præfectus classi), le préfet des légions (præfectus legionibus), le préfet du camp (præfectus castris), le préfet du trésor (præfectus ærario)
- Le préfet d'Alexandrie et d'Égypte (praefectus Alexandriae et Aegypti), gouverneur de la province d'Égypte

## Lesmagistri militum
Le titre de magister militum se traduit par « maître de la milice », « maître des soldats », « chef des armées » ou « chef d'état-major ». Le commandement des armées appartenait aux magistri militum parfois répartis en magister peditum (infanterie) et magister equitum (cavalerie). La fonction, stratégique et politique, remonte à l'époque de l'empereur Constantin lorsqu'il réorganisa les armées (312-325), en séparant les pouvoirs militaires et civils. Le supérieur du magister militum est l’exarque qui cumule pouvoirs civils et militaires en disposant d’une large autonomie. Ses subordonnés sont les comtes militaires et les ducs (duces) qui commandent les divers corps d'armées stationnés dans l'Empire. Le magister militum représente aussi le pouvoir impérial en l’absence de celui-ci, il a un rôle plénipotentiaire.  Ainsi l’empereur d’Orient Théodose II chargea officiellement le magister militum Castinus de gouverner l’empire d’Occident en son nom après la mort d’Honorius en 423.
À la fin de l’Empire romain, les ducs (latin : duces) cumulent, à la tête des peuples sous domination romaine, les pouvoirs exécutif et législatif, et bientôt temporel et spirituel, avec la diffusion du christianisme. En Gaule romaine, Syagrius est le dernier Romain à porter ce titre au milieu de royaumes germaniques. À compter de 410, le pouvoir effectif échappe à Rome et les titres latins (duces, ducs, rex, roi), détournés de leur sens originel, sont récupérés par le système féodal de pouvoir.

## Les légats
Légat est un titre officiel, dont le nom vient du latin legatus, qui signifie envoyé, député. Le légat est l’ambassadeur du Sénat romain. La légation est la représentation diplomatique de Rome dans les pays sans ambassades. Sous la République, les légats peuvent commander la cavalerie, une légion ou plusieurs légions. Pendant la guerre des Gaules, Jules César eut jusqu'à dix légats, et Pompée, nommé proconsul en Hispanie en 55 av. J.-C.,  envoya trois légats et demeura lui-même à Rome. Sous l’Empire, à partir d’Auguste, la fonction devient permanente. Les légats consulaires et les légats prétoriens gouvernent les provinces dites impériales en exerçant des fonctions militaires, et les légats de légion, sont des officiers expérimentés, de rang sénatorial, chefs de légion.

### Source
- Jean Luc Lamboley, Lexique d'histoire et de civilisation romaines, Ellipses Marketing, 1998  (ISBN 978-2729855475)